# Hotel Leningrado
El Hotel Leningrado, o Hotel Leningradskaya o bien Hilton Moscow Leningradskaya Hotel (en ruso: Гости́ница Ленингра́дская), es una de las llamadas Siete Hermanas de Moscú, rascacielos construidos en la década de 1950 en el estilo neoclásico estalinista. La arquitectura neoclásica estalinista mezcla el estilo neoclásico ruso con el estilo de los rascacielos estadounidenses de la década de 1930. Un elemento principal del neoclasicismo estalinista es su uso del arte del realismo socialista. El hotel, terminado en 1954, fue diseñado para ser el mejor hotel de lujo en Moscú.